# Pearse Island
Pearse Island är en ö i Kanada.   Den ligger i Regional District of Kitimat-Stikine och provinsen British Columbia, i den sydvästra delen av landet, 3 900 km väster om huvudstaden Ottawa. Arean är 225 kvadratkilometer.
Terrängen på Pearse Island är kuperad. Öns högsta punkt är 840 meter över havet. Den sträcker sig 29,4 kilometer i nord-sydlig riktning, och 21,5 kilometer i öst-västlig riktning.
I omgivningarna runt Pearse Island växer i huvudsak barrskog.